# Krystyna Karmańska
Krystyna Karmańska (ur. 1931 w Wilnie, zm. 2004 we Wrocławiu) – polska parazytolog.

## Życiorys
Po zakończeniu II wojny światowej jej rodzina w ramach repatriacji znalazła się w Pszczynie, gdzie Krystyna Karmańska w 1949 ukończyła szkołę średnią. Następnie rozpoczęła studia na Wydziale Weterynarii UMCS w Lublinie, po roku przeniosła się Wyższej Szkoły Rolniczej we Wrocławiu. Naukę ukończyła w 1953 uzyskując dyplom lekarza weterynarii i została asystentem, a następnie starszym asystentem we wrocławskim oddziale Instytutu Weterynarii w Puławach. W 1963 uzyskała stopień doktora nauk weterynaryjnych i została starszym asystentem i adiunktem na Wydziale Weterynarii Wyższej Szkoły Rolniczej we Wrocławiu. W 1965 pojęła stanowisko adiunkta w Instytucie Parazytologii PAN, kierowała tam Pracownią Antropozoonoz Pasożytniczych, dwa lata później habilitowała się. W latach 1967–1979 była docentem w Instytucie Parazytologii PAN, gdzie kierowała Pracownią Patofizjologii. W 1979 została profesorem nadzwyczajnym oraz kierownikiem Pracowni Immunopatologii, stanowisko to zajmowała do przejścia na emeryturę w 2002.